# بيسيساهار
بيسيساهار (بالإنجليزية: Besisahar)‏ هي مدينة تقع في النيبال. يبلغ عدد سكانها 26,640 نسمة وذلك حسب إحصائيات سنة 2011. يبلغ ارتفاع المدينة عن سطح البحر قرابة 760 متر. تبلغ مساحتها 45.02 كم².